# Bąkowski Hrabia
Bąkowski Hrabia – polski herb hrabiowski przypisany do nadania tytułu hrabiowskiego Bąkowskim herbu Gryf, którego dyplom z wizerunkiem został wydany 20 grudnia 1782. Odmiana herbu Gryf, herb własny rodu Bąkowskich.

## Opis herbu
Opis stworzony zgodnie z klasycznymi zasadami blazonowania:
Na tarczy dzielonej w krzyż z tarczą sercową: W I polu czerwonym baran srebrny kroczący po murawie zielonej. W II polu czerwonym dwie kopie w krzyż skośny, złote, na nich takaż kopia na opak. W III polu błękitnym miecz o rękojeści złotej i ostrzu srebrnym, między trzema podkowami; dwiema ocelami od siebie, jedną ocelami w dół, srebrnymi. W IV polu czerwonym, jabłko zielone z krzyżem złotym, przeszyte trzema mieczami; jednym na opak, jednym w skos, jednym w skos lewy. W tarczy sercowej gryf srebrny, wspięty.
Nad tarczą korona hrabiowska, nad którą cztery hełmy z koronami.
W każdej koronie klejnot: W I klejncie pół gryfa srebrnego, wspiętego, trzymającego trąbę myśliwską czerwoną ustnikiem do dołu, w lewo. W II klejnocie pięć piór strusich; dwa srebrne między trzema czerwonymi. W III klejnocie pół kozła wspiętego, czarnego, w lewo. W IV klejnocie ramię zbrojne, złote, wznoszące miecz.
Labry herbowe na hełmach: I labry czerwone, podbite złotem. II labry czerwone, podbite srebrem. III labry czerwone, podbite złotem. IV labry błękitne, podbite srebrem.

## Historia
Dyplom z herbem został wydany 20 grudnia 1782 roku Mateuszowi Michałowi Jaksa-Bąkowskiemu, wraz z nadaniem tytułu hrabiego Królestwa Galicji (niem. hoch- und wohlgeboren, graf von) przez Józefa II. Podstawą nadania był patent z 1775 roku, genealogia potwierdzona przez magnatów, przywiązanie do domu cesarskiego, senatorscy przodkowie oraz domicyl.
Najstarszy syn Mateusza, Jan Wincenty, otrzymał odmowę potwierdzenia tytułu w Królestwie Polskim, ponieważ nie złożył wymaganych dokumentów. Postępowanie w tej sprawie zamknięto 2 listopada 1824 roku. Jego wnuk natomiast, Ferdynand Jaksa-Bąkowski, został wpisany wraz z tytułem hrabiowskim do Metryki Szlacheckiej w dniu 10 października 1828 roku.

## Symbolika
Herb Bąkowski Hrabia jest przykładem tzw. herbu genealogicznego. Wynika z niego, że ojciec posiadacza, Konstanty Bąkowski, używał herbu Gryf (tarcza sercowa), matka natomiast, Marianna, pochodząca z rodu Krosnowskich – herb Junosza (pole I), babka ojczysta – Anna Dobrzyńska herbu Jelita (pole II), babka macierzysta, Barbara Wągrowska herbu Belina (pole III), zaś prababka ojczysta – Teodora Woronicz, herbu Herburt (pole IV).

## Herbowni
Jedna rodzina herbownych:
graf Jaxa von Zaborów und Bąków-Bąkowski.